# Go (jeu)
Vous lisez un « bon article » labellisé en 2008.
Pour les articles homonymes, voir Go.
Le go, également appelé jeu de go, appelé en japonais igo (囲碁), go (碁) ou dans certaines expressions ki (棋), en chinois (围棋 / 圍棋), en hanyu pinyin wéiqí (prononciation shanghaïenne wedji) et en coréen baduk (바둑), est un jeu de société originaire de Chine. Il oppose deux adversaires qui placent à tour de rôle des pierres, respectivement noires et blanches, sur les intersections d'un tablier quadrillé appelé goban en japonais (棋盤, qípán en chinois). Le but est de contrôler le plan de jeu en y construisant des « territoires ». Les pierres encerclées deviennent des « prisonniers », le gagnant étant le joueur ayant totalisé le plus de territoires et de prisonniers.
Il s'agit du plus ancien jeu de stratégie combinatoire abstrait connu, probablement créé en Chine pendant la période des Printemps et Automnes. D’abord réservé aux classes dirigeantes, le go jouit d'une grande popularité en Chine, en Corée et au Japon. Dans le reste du monde, où sa découverte est récente, sa notoriété est croissante. Son succès tient autant à la simplicité de ses règles qu'à sa grande richesse combinatoire et sa profondeur stratégique.
Le go sous sa forme actuelle a vu le jour au XVe siècle au Japon, puis cette forme a été réintroduite en Chine et en Corée. C'est depuis le Japon que le jeu est arrivé en Occident, et c'est pourquoi la terminologie du jeu utilisée en Occident est principalement japonaise plutôt que chinoise ou coréenne ; de même, le nom du jeu (« go ») utilisé en Occident est le nom courant utilisé en japonais (Igo appartient au style élevé, et la lecture ki est réservée à certaines expressions figées, par exemple Nihon Ki-in, Association japonaise du jeu de go).

## Histoire du go

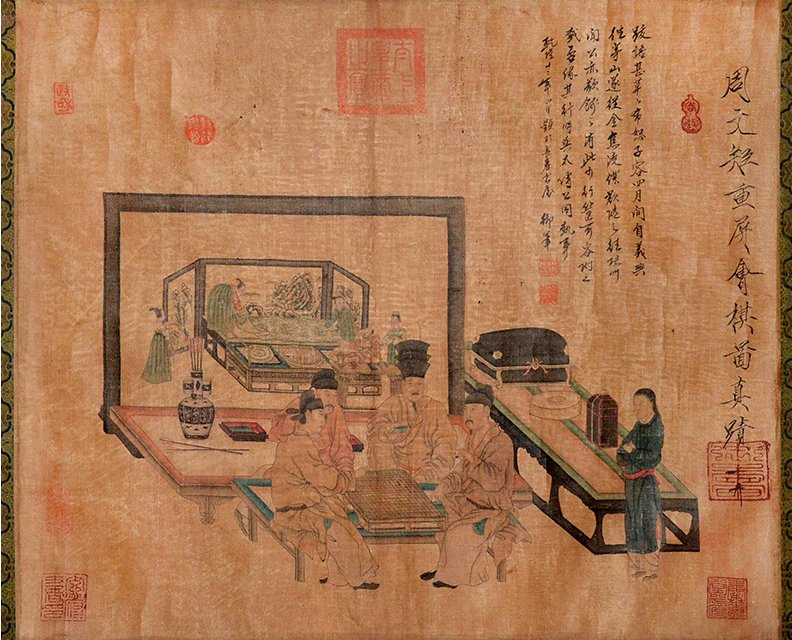
Go en Chine sous la dynastie Song, X.

La très longue histoire du go s'est déroulée pour une grande part dans des mondes clos et séparés : probablement créé en Chine pendant la période des Printemps et Automnes (771-453 av. J.-C.), il arriva en Corée puis au Japon au VIe siècle avec l'apport de la culture chinoise par les moines bouddhistes chán. Les contacts avec l'Occident au XIXe siècle, après l'ouverture militaire forcée du Japon par les navires noirs des États-Unis puis le Royaume-Uni en 1854, lui permirent enfin, avec le japonisme, d'arriver en Occident. C'est seulement depuis la fin du XXe siècle que le go commence à s'unifier sur le plan mondial.

### Un jeu chinois

#### Légendes des origines
Sur le plan historique, bien que le wéiqí soit très ancien, les datations qui lui attribuent plus de 4 000 ans d'histoire ne reposent que sur des récits légendaires que rien ne vient étayer – mais que beaucoup ont pris pour argent comptant. Seule certitude, le jeu fut inventé en Chine, bien avant notre ère. Son attribution à l'un ou l'autre des empereurs légendaires Yao ou Shun, chacun l'ayant utilisé pour l'éducation de son fils,, n'a aucun fondement historique, pas plus d'ailleurs qu'une autre légende qui en attribue l'invention à un vassal nommé U, qui l'aurait imaginé pour distraire son suzerain sous le règne de Jie Gui, au XVIIe siècle av. J.-C.
Certains chercheurs voient dans l'art divinatoire chinois du Yi Jing de nombreuses analogies avec le wéiqí, qui pourrait en être le vecteur matériel.

#### Premières attestations
On trouve les premières références écrites à un jeu qui pourrait être le go dans les Annales des Printemps et Automnes (entre 722 et 481 av. J.-C.). Plus tard, Confucius (551-479 av. J.-C.) mentionne le go dans ses Entretiens.
Le jeu connaît un très fort développement avec l'apparition d'un système de classement des joueurs, d'instituts de go et de fonctionnaires. Les livres se multiplient : recueils de parties, écrits théoriques, listes de joueurs, etc. Des conseils stratégiques précis sont donnés dès le début de notre ère, ; les premiers traités de go sont écrits à la fin de la dynastie Han (début du IIIe siècle). Le go est alors ajouté aux trois « arts sacrés » (peinture, musique et calligraphie) pratiqués par l'empereur et ses courtisans, pour devenir l'un des « quatre arts du lettré ». Il conserve ce statut jusqu'à la fin du XIXe siècle.
Dès la fin des Han et jusqu'à la restauration de l'empire par les Sui en 589, les classes dirigeantes sombrent dans le désœuvrement et se tournent vers le taoïsme et le go.

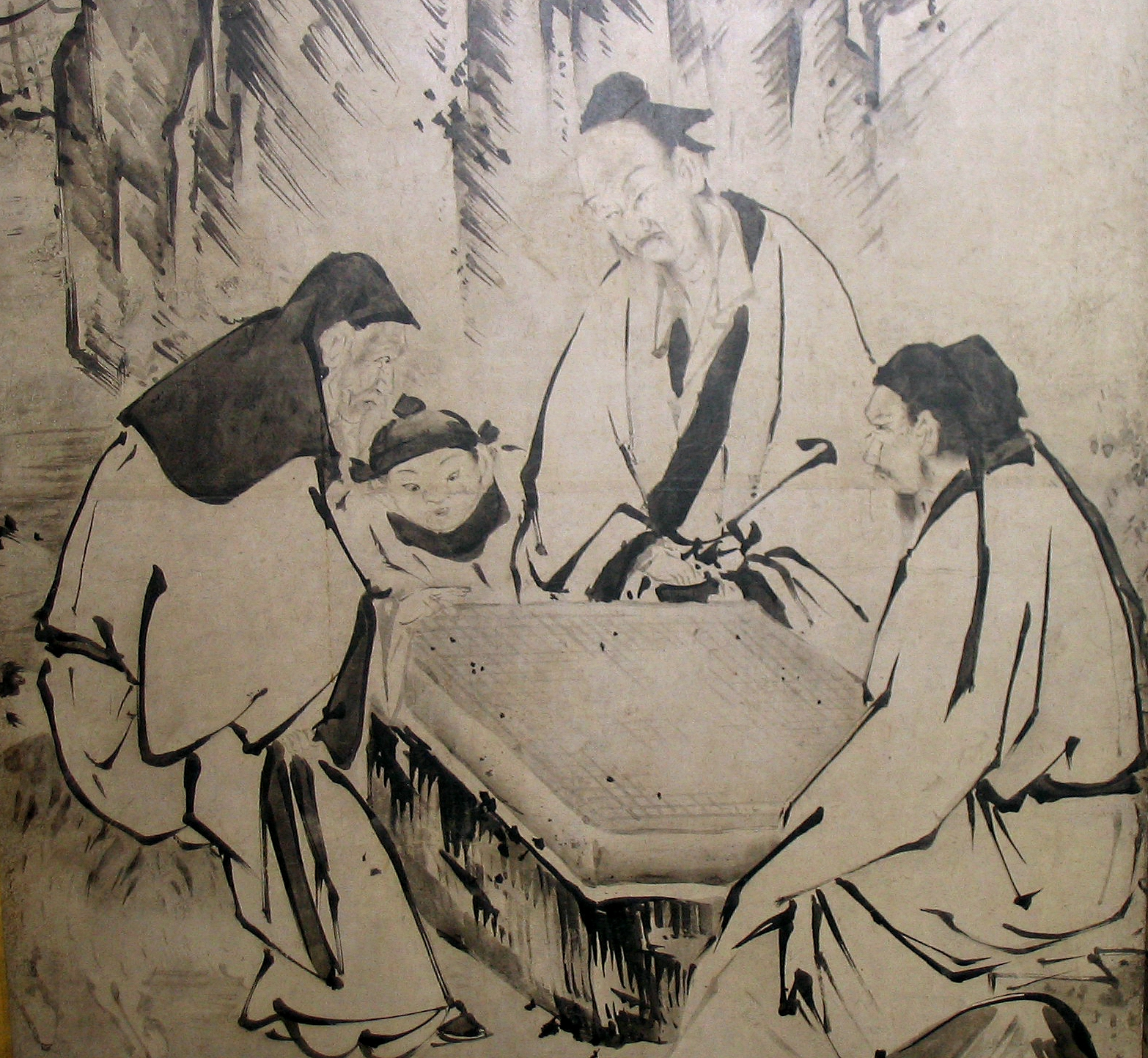
Go au XVIe siècle. Détail des « Quatre accomplissements » par Kanō Eitoku.

### Arrivée du jeu au Japon
Le wéiqí arrive en Corée au Ve siècle et atteint enfin l'archipel nippon, où il est vite adopté par l'aristocratie locale, très influencée par la Chine. Selon la tradition, c'est en 735 que le go fut introduit au Japon, mais on trouve des interdictions déjà édictées plusieurs dizaines d'années plus tôt. Par un décret de l'impératrice Jitō promulgué en 701, l'aristocratie s'arroge le droit d'y jouer. Les moines bouddhistes, auxquels on interdit la musique et les jeux de hasard, obtiennent le droit de jouer au go, qui n'est pas considéré comme un jeu de hasard. Réservé à l'élite sociale, le go ne s'est cependant pas démocratisé au Japon avant le XXe siècle.
La pratique du go se généralisera parmi les samouraïs comme entraînement à la stratégie militaire. À Kyoto, les moines nichirens (secte bouddhiste japonaise) seront les fondateurs de la maison Hon'inbō, la première grande école de go, qui demeurera ouverte jusqu'en 1940.
Au XVe siècle, une simple modification de règles va transformer profondément la pratique du jeu. On abolit la règle du zuozi qui consiste à placer une pierre dans chacun des quatre hoshi de coin du goban et on commence désormais la partie avec un goban entièrement vide. Le zuozi restera en vigueur en Chine jusqu'au début du XXe siècle, avant la réintroduction dans le pays de la règle japonaise, qui est la norme internationale aujourd'hui. Au Japon, le go est désormais libre pour les explorations théoriques sans entrave qui déboucheront sur le développement des joseki et des fuseki.

#### Âge d'or du go

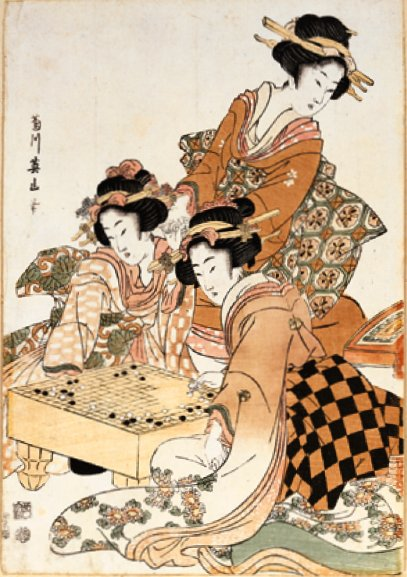
Geisha jouant au go (estampe de Kikukawa Eizan, vers 1811).

Dans la seconde moitié du XVIe siècle, le go fait l'objet d'un grand intérêt de la part des seigneurs qui se disputent le pouvoir. En 1578, le daimyo Oda Nobunaga invite à Edo le moine Nikkai, un joueur réputé, pour l'affronter. Impressionné par la force de Nikkai, il lui accorde le titre de Meijin (« homme brillant ») qui deviendra par la suite l'un des grades les plus prestigieux du monde du go. Nikkai est nommé instructeur d'Oda Nobunaga. Quelques années plus tard, en 1582, celui-ci assiste à une partie dans laquelle apparaît un triple ko. Le soir même, l'un de ses compagnons d'arme se révolte, provoquant le seppuku (le suicide rituel) d'Oda Nobunaga. Depuis, le triple ko est considéré comme un présage néfaste.
En 1590, Toyotomi Hideyoshi organisa le premier tournoi officiel pour désigner le plus fort joueur du pays. Hon'inbō Sansa — tel est le nouveau nom de Nikkai — remporte ce premier titre. Les autres joueurs sont alors classés par rangs, selon le système nouvellement créé des dan.
Avec l'unification du Japon par Tokugawa Ieyasu en 1603, le go, soutenu par les militaires et le shogunat Tokugawa, entre dans sa période classique et connaît un développement ininterrompu, qui dure plus de deux siècles et demi. Grâce à la protection du shogun, le go acquiert un statut officiel et devient une institution gouvernementale. Le meilleur joueur du pays se voit promu au rang de go-dokoro, une sorte de « ministre du go » qui a la haute main sur toute l'administration du go professionnel. Trois nouvelles grandes écoles voient le jour, Hayashi, Inoue et Yasui, qui disputeront la prééminence à la prestigieuse Hon'inbō, dans un système nobiliaire connu sous le nom de « quatre maisons de go ». Elles s'affrontent pour se partager les prébendes et les postes de fonctionnaires richement dotés. Un tournoi annuel (o-shiro-go) oppose les deux meilleurs joueurs en présence de l'empereur et du shogun.
L'installation de ce système professionnel et la lutte pour les meilleurs titres conduit à une élévation considérable du niveau du jeu japonais, certains joueurs célèbres révolutionnant à eux seuls la théorie du jeu. Ce fut en particulier le cas des deux plus grands joueurs de cette période, Hon'inbō Dōsaku et Hon'inbō Shūsaku, qui furent tous deux nommés Kisei (« saint du go »).
En 1868, la restauration Meiji met un terme à cet âge d'or. Avec l'entrée du Japon dans l'ère industrielle, le go perd ses repères féodaux traditionnels et ses mécènes : il sombre dans une crise durable et profonde. Plusieurs tentatives de réorganisation avortent rapidement. En 1879, cependant, est fondée la Hoensha, la première organisation qui parvient à fédérer le monde du go. Après de nombreuses vicissitudes, il en émergera la Nihon Ki-in, le 20 mai 1924. Les premières décisions de ces organisations visent à démocratiser le go. Grâce à la couverture régulière dont il est l'objet dans certains journaux, comme le Daily Yomiuri, le go devient très populaire.
C'est aussi à ce moment que sont publiés les premiers règlements concernant les cadences de jeu : en 1922, le temps total dont dispose chaque joueur est réduit à 16 heures. Il n'était en effet pas rare à l'époque qu'une partie durât une semaine ou plus ; certaines parties furent interrompues jusqu'à 20 fois. Le roman de Kawabata, Meijin (en français, Le Maître ou le Tournoi de go), met en scène l'ultime partie de Shūsai, dernier des Hon'inbō, jouée contre Kitani Minoru (appelé Otake dans le livre) et qui fut aussi la dernière de ces parties interminables :
« Les joueurs de haut rang se voient généralement attribuer dix heures chacun pour une partie, mais cette fois, par exception, les délais avaient été multipliés par quatre. Il restait encore quelques heures aux Noirs, néanmoins, trente-quatre heures, cela semblait tout à fait inhabituel, et même sans doute unique dans les annales du jeu, depuis qu'on fixait des limites de temps. »
La partie en question, qui se déroule en 1938, s'étale sur six mois et quatorze séances. La première séance, cérémonie d'inauguration, ne comprit, pour la forme, que les deux premiers coups.
La durée des parties sera encore réduite par la suite.

#### Seconde Guerre mondiale
Le go continua son chemin malgré toutes les difficultés inhérentes à la Seconde Guerre mondiale. Une anecdote illustre bien la rage de jouer des professionnels du go.
Au printemps 1945, Iwamoto Kaoru devint challenger d'Hashimoto Utarō dans le prestigieux tournoi d’Hon'inbō. Jouer à Tokyo étant impensable après les terribles bombardements de mars 1945, il fut décidé que le match se déroulerait durant l'été à Hiroshima.
La première partie eut lieu les 23 et 25 juillet 1945, malgré l'interdiction de jouer signifiée aux joueurs par le chef de la police locale, qui craignait pour leur sécurité. Leur maison fut d'ailleurs mitraillée par l'aviation américaine durant la partie. Furieux d'apprendre qu'on avait enfreint ses ordres, le policier leur interdit formellement de rejouer dans la ville. Les adversaires tombèrent d'accord pour disputer la seconde partie du 4 au 6 août à Itsukaichi, dans la banlieue d'Hiroshima.
Au troisième jour du match, les joueurs faisaient une pause dans le jardin, lorsqu'ils aperçurent une explosion fulgurante suivie par la formation d'un gigantesque « champignon » et par un coup de vent violent qui brisa les fenêtres et renversa les meubles et la table de jeu. Comme ils en étaient au yose (fin de partie après les combats), ils replacèrent la position et terminèrent la partie, qui se finit par une victoire de Hashimoto avec cinq points d'avance. Ce ne fut que plus tard dans la journée, en voyant arriver les rescapés de la première bombe atomique, que les joueurs comprirent la tragédie à laquelle ils avaient miraculeusement échappé,,.

### Diffusion en Occident
La découverte du go en Europe fut extrêmement tardive. Ce n'est qu'au XVIIe siècle qu'apparaissent les premières mentions du go. La première attestation écrite remonte à la traduction, publiée en 1615 à Augsbourg, du récit du séjour en Chine du jésuite Matteo Ricci. Par la suite, les mentions du go se multiplient à travers l'Europe mais toujours assez brièvement dans des récits de voyage. Il faut attendre 1710 pour que Gottfried Wilhelm Leibniz rédige les premières considérations sur le go,.
Selon Franco Pratesi, les premières descriptions du jeu étaient cependant trop sommaires pour que l'on puisse y jouer correctement. C'est seulement à la fin du XIXe siècle que le sinologue anglais Herbert Giles donne la première présentation utilisable des règles du go, ainsi que des conseils aux débutants (notamment celui d'utiliser un goban de 11×11).
À la même époque, l'Allemand Oskar Korschelt — qui a passé plusieurs années au Japon en tant que dentiste et a eu le 18e Hon'inbō, Shuo, comme patient — publie plusieurs articles puis un livre (Das japanisch-chinesisch Spiel ‘Go’ : ein Concurrent des Schach, 1881) qui auront un impact décisif sur la découverte du go : le jeu connaîtra alors ses premiers développements, principalement en Allemagne (en particulier à Leipzig) et en Autriche-Hongrie (à Vienne et Graz). Le premier club est créé en 1895 à Pola par des officiers de la marine austro-hongroise et la première revue, la Deutsche Go-Zeitung, naît à Vienne en 1909. Par la suite, le go prend racine à Berlin avec quelques joueurs célèbres (Max Lange, un homonyme du joueur d'échecs, Edward Lasker, Emanuel Lasker, etc.). En août 1924 se déroule à Munich le premier tournoi allemand.

### Go moderne
Après la Seconde Guerre mondiale, le go se développe sous l'impulsion de la fédération japonaise (Nihon Ki-in). En Chine, où il végétait depuis des siècles, le go, après avoir surmonté la crise de la révolution culturelle, connaît un renouveau spectaculaire depuis les années 1980 et un développement sans précédent. Dans les années 1990, c'est au tour de la Corée d'entrer en scène avec de très forts joueurs, comme Lee Chang-ho, considéré alors comme le meilleur joueur du monde. De fait, à la fin des années 1990, les trois meilleurs joueurs coréens se sont adjugés, à eux seuls, près de 50 % des titres internationaux. Le Japon, qui régnait sans partage sur le monde du go depuis des siècles, voit sa suprématie bousculée et maintenant remise en question tous les ans. À travers le go, les trois pays de l'Asie de l'Est ont trouvé une nouvelle occasion — pacifique — de vider leurs querelles historiques[réf. nécessaire].
Dans le reste du monde, l'intérêt pour le go s'est constamment développé, mais à un rythme moins soutenu, souvent au travers des diasporas chinoise, coréenne ou japonaise. Ainsi, en France, le jeu a connu un important développement à partir de 1969, dû presque uniquement à la présence d'un fort joueur amateur coréen, Lim Yoo Jong. Il faudra attendre 1978 pour voir un Européen obtenir un titre professionnel de go et 2000 pour qu'un Occidental obtienne un rang de neuvième dan. En Europe, au milieu des années 2010, le plus fort joueur professionnel est Fan Hui, Chinois arrivé en France en 2000 et naturalisé français en 2013. Aujourd'hui, on compte plus de quarante millions de joueurs, dont un million d'Européens. La parution du manga Hikaru no go, à la fin des années 1990, a ravivé l'intérêt pour ce jeu, notamment chez les jeunes ; la même période voit l'apparition de serveurs de go dématérialisé en ligne (KGS, OGS et IGS sont sans doute les plus populaires actuellement en Occident), ce qui permet désormais à tous de jouer à toute heure, et d'observer des parties de tous niveaux ; cela entraîne une forte augmentation du nombre des joueurs confirmés et des progrès accélérés. Enfin, en 2016, la victoire inattendue de l'intelligence artificielle AlphaGo sur l'un des meilleurs joueurs mondiaux, le Coréen Lee Sedol, a été suivie par des centaines de millions de joueurs asiatiques, suscitant un regain d'intérêt pour le jeu ; dès  2019, des programmes encore plus forts sont devenus accessibles à tous sur des ordinateurs individuels.

## Matériel de jeu

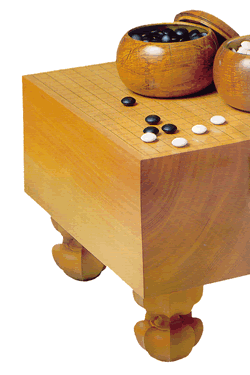
Équipement traditionnel.

Le matériel du go est simple, et il existe des équipements basiques et abordables. Ce jeu a cependant donné lieu à des productions luxueuses très élaborées par le choix des matériaux et le soin accordé aux décorations.

### Goban
Une partie de go se déroule sur un tablier, le goban, sur lequel est tracé un quadrillage de 19 lignes horizontales par 19 lignes verticales, noté 19×19, qui déterminent 361 intersections (kōten). Cette taille de plateau est parfois réduite, typiquement à 13×13 ou 9×9, pour jouer des parties rapides ou pour faciliter l'apprentissage des règles du jeu. Il y a aujourd'hui une tendance à valoriser le jeu sur ces petits goban.
Le goban traditionnel est très épais et muni de quatre pieds, formant ainsi une petite table.

### Pierres
Les deux adversaires placent des jetons noirs et blancs, appelés pierres (碁石, go-ishi) en japonais et weiqizi en chinois (围棋子, wéiqízǐ). Dépourvues de toute inscription ou décoration, les pierres ont toutes la même forme, et ne se différencient que par la couleur.
Les équipements vendus dans le commerce se limitent généralement à 181 pierres noires et 180 pierres blanches, nombre permettant de recouvrir un goban 19×19. Même si en théorie le nombre de coups n'est pas limité, il est très rare en pratique qu'une partie dépasse trois cents coups ; de plus, en cas de besoin, il est le plus souvent possible de procéder à des échanges de prisonniers.
Leur forme est généralement celle de lentilles (biconvexes), permettant d'être saisies entre l'index et le majeur, selon la gestuelle traditionnelle japonaise. Mais certaines pierres, comme les pierres yunzi (du chinois 云子 / 雲子, yúnzǐ), sont de forme plan-convexe.
Les pierres traditionnelles de luxe étaient en ardoise pour les pierres noires et en coquillage pour les pierres blanches. Aujourd'hui, le matériau le plus courant est le verre coloré, mais on en trouve en différentes autres matières : plastique, bois, ainsi qu'en jade, agate et autres pierres semi-précieuses.

### Accessoires
Les pierres sont conservées dans des bols (碁笥, go-ke) dont les couvercles peuvent servir à recueillir les prisonniers. Les bols ont également donné lieu à des productions de qualité extrêmement variée, allant du bois précieux au plastique le plus simple.
Parfois pour une partie amateur, mais surtout lors des tournois, une pendule permet d'imposer une limite au temps de jeu.

## Règles du jeu

Déroulement d'un début de partie.

### Principe général
Le but est de répartir le plateau entre les deux joueurs en dessinant des territoires, chaque intersection contenue dans un territoire valant un point.
Noir commence en déposant une pierre de sa couleur sur une intersection du plateau. Puis, à tour de rôle, les joueurs posent une nouvelle pierre sur une intersection vide du goban. Lors d'une partie typique, les joueurs se placent d'abord proches des coins, les territoires étant plus faciles à construire en s'aidant des bords du plateau.

### Capture

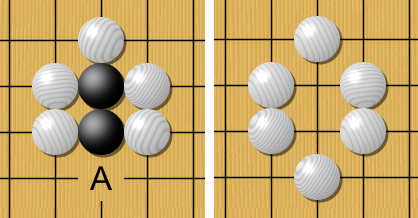
Deux pierres noires en atari (à gauche), capturées au coup suivant (à droite).

Les pierres adjacentes de même couleur sont dites « connectées » et forment une « chaîne ». Les intersections vides adjacentes à une chaîne sont ses « libertés ». Si un joueur supprime la dernière liberté (voir atari), la chaîne encerclée est « capturée ». Cela signifie que la ou les pierres, alors appelées « prisonniers », sont retirées du plateau, et chacune rapporte un point à celui qui les a capturées.
|  |  |  |  |  |  |  |  |  |
|  |  |  |  |  |  |  |  |  |
|  |  |  |  |  |  |  |  |  |
|  |  |  |  |  |  |  |  |  |
|  |  |  |  |  |  |  |  |  |
|  |  |  |  |  |  |  |  |  |
|  |  |  |  |  |  |  |  |  |
|  |  |  |  |  |  |  |  |  |
|  |  |  |  |  |  |  |  |  |

Le groupe blanc a deux « yeux »,
il est donc impossible à capturer.
La capture proprement dite est généralement rare au cours d'une partie, mais c'est cette possibilité de capture qui guide les joueurs dans leur manière de former leurs territoires, un territoire étant une zone où le joueur adverse ne peut plus jouer sans finir par être capturé. Un groupe de pierres ne peut plus être capturé s'il forme deux « yeux » car il n'est plus possible de lui supprimer toutes ses libertés.
Dans certains cas, capturer des pierres provoquerait une configuration identique à une situation précédente, mais la règle du ko l'interdit et la partie ne peut donc pas tourner en boucle.

### Fin de partie
Lorsqu'un joueur juge que la partie est terminée, il peut passer son tour. La partie s'arrête lorsque les deux joueurs passent consécutivement.
À la fin de la partie, les joueurs se mettent d'accord sur les territoires de chacun en identifiant les pierres qui sont impossibles à sauver. On compte un point par intersection libre dans chaque territoire et un point pour chaque prisonnier (pierre prise ou morte). Le vainqueur est celui qui obtient le plus de points. Habituellement, pour faciliter le décompte, les prisonniers sont placés dans le territoire de l'adversaire.

### Komi
Noir, qui joue le premier, bénéficie d'un avantage systématique. Pendant des siècles, le go s'est joué sans compensation de ce déséquilibre puis l'avantage de Noir a été évalué à cinq points et demi, sur la base d'études des parties des championnats connus. Blanc s'est donc vu attribuer autant de points supplémentaires dans les parties sans pierre de handicap. C'est cette compensation qu'on appelle le komi.
Depuis quelques années, la tendance est à l'augmentation du komi qui est passé à 6,5 points en Corée et au Japon et même 7,5 points en Chine ainsi que dans plusieurs pays occidentaux, dont la France.
Dans le cas des parties avec pierres de handicap, le komi est réduit à un demi-point. Le demi-point du komi rend impossible les parties nulles (appelées jigo en japonais).

### Parties à handicap
Pour permettre à des joueurs de niveaux différents de s'affronter, le joueur le plus fort accorde un avantage au plus faible. Ce dernier, qui joue Noir, bénéficie alors de plusieurs pierres dites « de handicap » posées sur le goban au début de la partie. Noir peut ainsi poser de deux à neuf pierres de handicap pour compenser la différence de niveau des deux joueurs. Contrairement à une partie à égalité, dans une partie à handicap, c'est Blanc qui commence à jouer après la pose des pierres noires de handicap.
Par convention, les pierres d'avance accordées au joueur le plus faible (noir) sont positionnées sur les hoshi, intersections conventionnelles marquées par un point un peu plus épais sur le goban. Cependant, certaines règles permettent à Noir de poser ses pierres de handicap là où il le souhaite.
Si la différence de niveau est faible, le handicap peut se limiter à réduire le komi.

### Décompte du temps
Traditionnellement, dans les grands tournois, le décompte du temps est tenu par un assistant. De nos jours, les amateurs se contentent d'une pendule à double décompte, identique aux pendules d'échecs. Pour la cadence de jeu, le principe le plus répandu consiste à attribuer un temps global pour la partie, puis à faire suivre celui-ci d'une période supplémentaire, le byo yomi, durant laquelle chaque joueur se voit attribuer un temps limité pour chacun de ses coups, faute de quoi il perd la partie.
- 30 minutes + byo yomi de 30 secondes : après avoir utilisé ses 30 minutes, le joueur dispose de 30 secondes pour chaque coup ;
- 2 heures + byo yomi d'une minute : après avoir utilisé ses 2 heures, le joueur dispose d'une minute pour chaque coup supplémentaire.

Vu sa complexité, le décompte du byo yomi moderne nécessite l'emploi de pendules électroniques ; ce matériel n'étant pas toujours disponible, des compromis ont été développés, comme le byo yomi canadien, dans lequel le joueur doit jouer un certain nombre de coups, douze par exemple, en moins de cinq minutes.
En France, pour la plupart des tournois, le temps de jeu réglementaire pour chaque joueur est d'une heure suivie d'un byo yomi canadien de 5 minutes pour 15 pierres.

## Apprentissage et maîtrise du go

### Méthode d'initiation
|  |  |  |  |  |  |  |  |  |
|  |  |  |  |  |  |  |  |  |
|  |  |  |  |  |  |  |  |  |
|  |  |  |  |  |  |  |  |  |
|  |  |  |  |  |  |  |  |  |
|  |  |  |  |  |  |  |  |  |
|  |  |  |  |  |  |  |  |  |
|  |  |  |  |  |  |  |  |  |
|  |  |  |  |  |  |  |  |  |

Tsumego de difficulté moyenne,

la consigne étant « Noir joue et vit »
 (la solution figure dans l'article détaillé).
Différentes méthodes se sont développées pour permettre aux débutants de tous âges de découvrir le jeu.
Une méthode d'initiation courante et efficace pour le pédagogue est d'expliquer l'essentiel des règles qui est très brièvement :
1. Le déroulement et le but du jeu (faire des territoires).
2. Les règles de capture.

puis de pratiquer directement sur un goban de petite taille, de préférence 6×6 ou 7×7. La petite taille permet de jouer des parties rapidement et d'obtenir des positions simples - faciles à appréhender au début.
Le but est de faire découvrir les stratégies (connecter ses pierres/couper les pierres de l'adversaire et faire des territoires avec des pierres « impossibles à capturer ») par la pratique directe du jeu plutôt que par des exposés théoriques pénibles. Ensuite les exceptions aux règles telles que le ko ou le seki et les notions stratégiques plus avancées (techniques de capture, yeux, tsumegos, formes...) peuvent ainsi être amenées progressivement, naturellement et logiquement.

### Analyse de parties
Il y a une tradition de pédagogie très développée au go.
En pratique, à la fin de chaque partie de go, l'usage est de remercier son adversaire lorsque l'on perd tandis que le joueur gagnant a alors pour tâche de commenter la partie pour faire progresser son adversaire.
Le fait que l'on puisse jouer des parties avec handicap et qu'il soit possible de jouer pédagogique — méthode qui consiste pour le maître à ne pas jouer les coups les plus forts, mais des coups compréhensibles pour son adversaire qui l'aident à progresser — rendent l'approche du go particulièrement accueillante pour les débutants.

### Stratégie et tactique
Progresser au go réclame bien davantage que la simple mémorisation des règles du jeu et un bon entraînement. Le développement séculaire du jeu a en effet produit un corpus considérable de positions de référence : fuseki, joseki, tsumego, yose, etc. ainsi qu'un ensemble d'outils théoriques (tels que la notion d'« influence »). Au Japon, le système, institutionnalisé de très longue date, est figé et sépare drastiquement « professionnels » et « amateurs » : le go professionnel est largement régi par la cooptation et les candidats entrent dans les écoles de go comme insei avant de gravir éventuellement les échelons. Dans le reste du monde, le niveau de jeu est très variable selon les pays et les compétitions. Au début du XXIe siècle, les joueurs occidentaux capables de rivaliser avec les champions japonais, coréens ou chinois étaient rarissimes.
Au Japon et en Chine, les principes stratégiques généraux ont souvent été exprimés sous la forme très accessible de proverbes. En Occident, l'accès à ces informations est compliqué par les difficultés linguistiques : la quasi-totalité de la littérature technique du go est rédigée en japonais, chinois ou coréen, mais des traductions sont éditées depuis la hausse de la popularité du go en Occident. Enfin, des sites internet dédiés au go, tel que les wiki Sensei's Library (en anglais), ou l'Encygopédie (en français), permettent de partager les connaissances théoriques.

## Compétitions de go

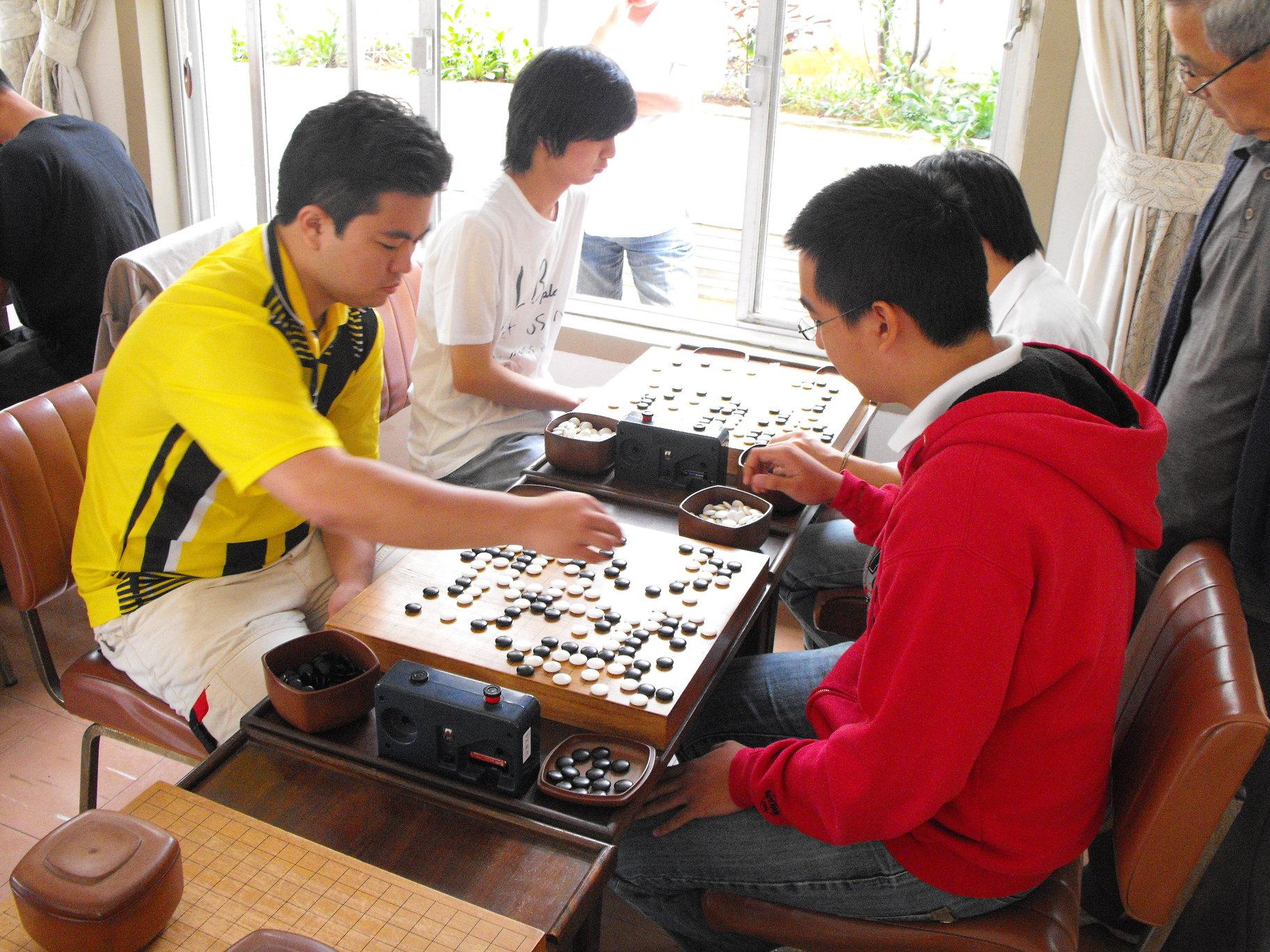
Tournoi de go.

### Tournois et championnats
Les compétitions de go sont composées principalement de tournois et de championnats. Des compétitions concernent spécialement les joueurs professionnels et permettent aux participants de gagner des sommes relativement élevées. En Europe, l'organisation des compétitions est à la discrétion des clubs, des fédérations nationales et de la Fédération européenne de go, les prix n'atteignant néanmoins jamais les sommes du circuit professionnel asiatique.

### Kifu

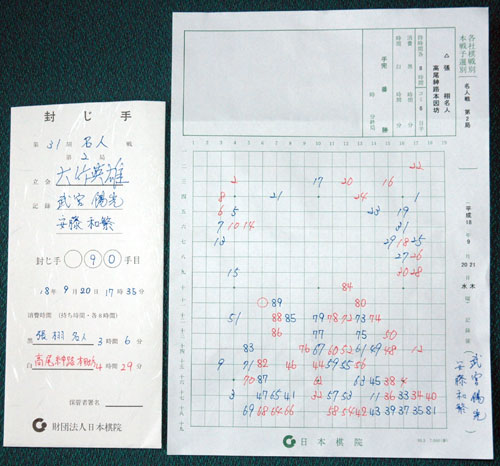
Un kifu japonais moderne.

Le déroulement détaillé des parties de go est conservé sur des kifu, ce qui permet l'analyse de la partie par les joueurs eux-mêmes à la fin du jeu. Les kifu permettent également de connaître précisément la manière dont on pratiquait le go il y a plusieurs siècles. C'est ainsi que l'amateur éclairé peut apprécier aujourd'hui encore le génie de Hon'inbō Dōsaku (1645-1702), de Hon'inbō Shūsaku (1821-1862) ou de Go Seigen (1914-2014), considérés comme trois des plus brillants joueurs de l'histoire du go.
Assez différente de la notation algébrique utilisée aux échecs ou même de celle utilisée pour les kifu de shōgi, la notation « diagramme » utilisée pour les kifu de go demande au néophyte une certaine pratique. Sa maîtrise était indispensable pour aborder les manuels de go ; beaucoup de maîtres expliquent que reproduire correctement un kifu (de partie de maitre) sur un goban suffit à faire progresser un joueur. Cependant, pour ne pas décourager les amateurs, la pratique s'est répandue de publier les parties sous forme de nombreux diagrammes ne contenant que quelques coups. Par ailleurs, la généralisation d'outils électroniques fait qu'il devient de plus en plus fréquent de voir les joueurs noter leurs parties sur des smartphones, par exemple.

### Classement des joueurs

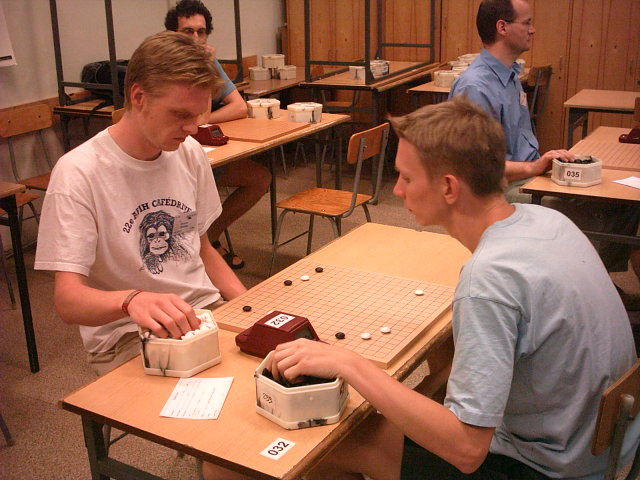
Joueurs de go en compétition
au congrès européen de Tuchola en 2004.

Le classement s'effectue différemment selon qu'il s'agit de joueurs amateurs ou de professionnels.
Dans la catégorie amateur, les niveaux s'échelonnent de 30e kyū (débutant) à 1er kyū puis de 1er dan à 9e dan. Le trentième kyū étant une valeur indicative, il n'y a théoriquement pas de limite inférieure. Chez les professionnels – on en dénombre près de 400 au Japon –, les classements vont de 1er à 9e dan. Un niveau de 1er dan professionnel correspond environ à un 7e dan amateur. Selon d'anciens principes de classification chinois, le niveau de 9e dan devrait toujours correspondre au meilleur niveau existant, ou même seulement possible, car il arrivait à l'époque classique que ce titre ne soit pas décerné. C'est pourquoi le titre de 10e dan était honorifique, et presque une plaisanterie respectueuse, avant de devenir le nom de l'une des plus importantes compétitions professionnelles de go au Japon.
Entre amateurs, un niveau d'écart correspond à peu près à une pierre de handicap, ou encore à une probabilité de victoire d'environ deux parties sur trois. Entre joueurs professionnels, c'est environ trois niveaux d'écart (et peut-être même quatre) qui correspondent à une pierre de handicap. En Europe, un classement Elo, commun aux joueurs amateurs et professionnels, est parfois utilisé pour effectuer un classement plus précis.

### Joueurs célèbres
En août 2013, les joueurs professionnels ayant remporté plus de trois titres internationaux étaient Lee Chang-ho (21), Lee Sedol (16), Cho Hunhyun (11), Gu Li (7), Kong Jie, Yoo Changhyuk, Masaki Takemiya et Norimoto Yoda (6). Les joueurs professionnels ayant remporté des titres internationaux étaient majoritairement de nationalité sud-coréenne (66 titres), chinoise (29 titres) et japonaise (23 titres).

## Intelligence artificielle
La grande taille du goban détermine une combinatoire qui dépasse de très loin les possibilités de calcul des ordinateurs, interdisant toute technique de recherche exhaustive (il y a environ 10170 configurations légales possibles, et la taille très approximative de l'arbre des possibilités du jeu est de 10600, le nombre 361!/100! des différentes parties de moins de 260 coups). Cette difficulté est amplifiée par d'autres caractéristiques du jeu : la nature de la condition de victoire, le placement quasiment sans contrainte de chaque pierre, la nature non locale de la règle du ko, le haut niveau de reconnaissance de formes exigé.
Alors que l'ordinateur d'IBM Deep Blue battait le champion du monde d'échecs Garry Kasparov en 1997, les ordinateurs étaient alors limités au niveau de joueurs amateurs faibles lorsqu'il s'agissait de jouer au go. Ainsi en 1997, Janice Kim, shodan professionnelle, battait le programme HandTalk malgré un handicap de 25 pierres, tandis que, en 1998, Martin Müller, sixième dan amateur, battait Many Faces of Go malgré un handicap de 29 pierres (il serait difficile pour ces joueurs de gagner à ces handicaps face à n'importe quel novice). Mais le monde de l'intelligence artificielle voit en cette difficulté un défi à relever et améliore ses algorithmes,.
À partir de 2006, la programmation du go fait des progrès importants notamment grâce à la méthode de Monte-Carlo, les programmes parvenant désormais à égaler des joueurs de haut niveau sur un goban de taille 9×9 ou à des handicaps raisonnables sur un goban de taille 19×19. Ainsi, en 2012, les meilleurs programmes sont parvenus à obtenir un niveau de 4e dan amateur sur le serveur KGS en partie « lente » et 6e dan en partie rapide. En 2013, le programme Crazy Stone a réussi à l’emporter sur le 9e dan professionnel Ishida Yoshio avec quatre pierres de handicap,.
En octobre 2015, de nouveaux progrès, utilisant en particulier les réseaux neuronaux et l'apprentissage profond, ont permis au programme AlphaGo de la société DeepMind de battre pour la première fois un joueur humain professionnel (Fan Hui, actuel champion d'Europe) sans handicap (5-0 en parties lentes et 3-2 en parties rapides),,. En mars 2016, lors d'un match médiatisé à Séoul, il affronte Lee Sedol (9e dan), un des meilleurs joueurs mondiaux, et gagne 4-1. Ce match fortement symbolique est qualifié d'historique. Un an plus tard AlphaGo bat le numéro 1 mondial Ke Jie ; DeepMind annonce alors qu'AlphaGo ne participera plus à d'autres compétitions et sera remplacé par un outil d'apprentissage pour les joueurs humains ; de nombreux joueurs s'attendent alors à un bouleversement dans le monde du go professionnel.
Développée en 2017 en n'utilisant aucune connaissance humaine mais uniquement à partir des règles du jeu et par auto-apprentissage, une nouvelle version, AlphaGo Zero, est encore plus compétente que les précédentes ; en décembre 2017, DeepMind en a publié une version plus polyvalente encore, AlphaZero, capable de jouer également aux échecs et au shōgi à un niveau supérieur à celui des meilleurs humains ou programmes.
En 2019, les meilleurs programmes (Fine Art (en), Golaxy, etc.), tous développés en s’inspirant des algorithmes d’AlphaGo, rendent de manière consistante deux pierres de handicap aux meilleurs professionnels, ce qui correspondrait à un niveau de 11e dan amateur et de 14 ou 15e dan professionnel ; des programmes plus faibles (mais tout de même de la force des meilleurs professionnels), tels que Katago, tournent sur des ordinateurs personnels et même sur des smartphones, permettant désormais à tous les joueurs de s’entraîner dans des conditions encore inimaginables en 2018.

## Psychothérapie et jeu de go
Plusieurs auteurs (Yasutoshi Yasuda, Joël Saucin) estiment que le jeu de go a des effets thérapeutiques.
Arthur Mary montre que la vie psychique inconsciente et pulsionnelle s'exprime sur le goban. La structure du jeu serait notamment capable d'accueillir les spécificités de la psychose. Il propose une façon particulière de jouer qui permettrait à un psychanalyste d'obtenir des effets thérapeutiques par cette façon de jouer.
Le go semble avoir des effets non seulement sur l'appareil psychique mais aussi sur le corps des joueurs et notamment sur leur cerveau.

## Dans la culture

### Littérature
- Le Jeu des perles de verre, Hermann Hesse (1943) ; la ressemblance du jeu d'Hermann Hesse avec le go est d'ordre métaphorique.
- ∈, Jacques Roubaud, NRF Poésie/Gallimard, 1967. L'auteur a également participé à l'écriture du Petit traité invitant à la découverte de l'art subtil du go (qui est en 1969 le premier livre technique en français sur le go), ainsi qu'au recueil Échecs et Go (2000, Actes Sud).
- Le Maître ou le Tournoi de go, Yasunari Kawabata (prix Nobel de littérature en 1968), Albin Michel, 1975  (ISBN 978-2-253-04673-8).
- Le Go (El Go), poème daté du 9 septembre 1978, paru dans le recueil Le Chiffre (La cifra) (1981), Jorge Luis Borges, trad. Claude Esteban, Gallimard, 1988.
- (en) Sung-Hwa Hong, First Kyu, 1999, ouvrage coréen traduit seulement en anglais par l'auteur (qui ne souhaite pas que son roman soit traduit dans une autre langue).
- La Joueuse de go, Shan Sa, 2001 (prix Goncourt des lycéens)  (ISBN 978-2-07-042419-1).
- Mort d'un maître de Go, Frédéric Lenormand, 2006  (ISBN 978-2-213-63088-5), huitième volume des Nouvelles enquêtes du juge Ti.
- L'Élégance du hérisson, Muriel Barbery, Gallimard, 2006.
- Shibumi, Trevanian, Gallmeister, 2008.
- Satori, Don Winslow, JCLattès, 2011. Inspiré de Shibumi.
- Vie de Gérard Fulmard, Jean Echenoz, éditions de Minuit, 2020.

### Bandes dessinées et mangas
- Hikaru no go, manga, Yumi Hotta (scénario), Takeshi Obata (dessin), Tonkam 1998-2003.

### Cinéma
- 1998 : Pi de Darren Aronofsky, met en scène plusieurs rencontres entre des mathématiciens qui jouent au go.
- 2001 : Un homme d'exception de Ron Howard ; on y voit le mathématicien John Forbes Nash Jr. disputer une partie de go avec Hansen.
- 2005 : The Taste of Tea de Katsuhito Ishii ; le personnage d'Hajime Haruno est dans le club de go de son établissement scolaire et joue souvent avec son père notamment.
- 2006 : The Go Master (en) de Tian Zhuangzhuang[54], retrace la vie de Wu Qingyuan, plus connu sous le nom de Go Seigen.
- 2008 : Departures, de  Yōjirō Takita ; on y voit un homme étudier le go seul dans des bains publics, avec un livre.
- 2009 : Le Hérisson (basé sur le livre L’Élégance du hérisson), de Mona Achache ; l'héroïne, Paloma, et son voisin japonais jouent au go ; il est question du jeu lors d'une scène de repas.
- 2010 : Tron : L'Héritage ; on y voit une femme expliquer au personnage principal qu'elle joue avec le père de celui-ci.
- 2011 : Le Dernier Royaume ; les conseillers Zhang Liang et Fan zeng s’affrontent au banquet de Hong Men.
- 2014 : The Divine Move, de Beum-gu Cho (Corée), raconte la quête de vengeance d'un joueur de go ayant perdu son frère lors d'une partie de go clandestine.
- 2018 : Dans la brume, de Daniel Roby ; le couple qui héberge les personnages principaux joue au go au moment de l'arrivée de ceux-ci chez eux.
- 2019 : The Divine Move 2 : The Wrathful, de Khan Lee (Corée).
- 2019 : À couteaux tirés, de Rian Johnson.
- 2024 : Le joueur de go, de Kazuya Shiraishi
- 2025 : The Match, de Kim Hyeong-joo ; Un maître et son élève s'affrontent pour la place de n°1 coréen

### Séries télévisées
- Dans Esprits criminels, le premier épisode de la saison 1, « Les Profilers », met en scène chez l'un des suspects une partie de go qui permet au Dr Reid de déterminer ce suspect comme « agresseur extrême » ; le titre original de l'épisode est « Extreme Aggressor ».
- Dans Teen Wolf, saison 3, Stiles et le Nogitsune jouent sur le nemeton, jusqu’à ce que Stiles renverse le jeu.
- Dans Altered Carbon, on voit les frères Takeshi Kovacs et Reileen Kawahara disputer une partie dans un souvenir. Il y a aussi des gobans dans certains épisodes.
- Dans Star Trek: Enterprise, saison 2 épisode 22, le commandeur Tucker joue au go contre un alien.
- Dans The Glory, Moon Dong-eun, le personnage principal, apprend à jouer au go. Elle aime en effet cette idée de « construire des petites maisons et de détruire celles de l'adversaire... c'est une bataille intense, qui se fait en silence[55]. » Il s'avère que le plan de sa vengeance est aussi sophistiqué que son talent à jouer à ce jeu.
- Dans Astrid et Raphaëlle, série française, Astrid connaît très bien le jeu de go et accepte d'y jouer avec son ami japonais Tetsuo.

### Divers
- C'est en s'inspirant du jeu de go que l'ingénieur japonais Masahiro Hara a inventé en 1994 le QR code[56].